# گمینا کوچیژف پووودنگووه
گمینا کوچیژف پووودنگووه (به لهستانی:  Gmina Kocierzew Południowy) یک گمینا در لهستان است که در شهرستان وویچ واقع شده‌است. گمینا کوچیژف پووودنگووه ۹۳٫۵۴ کیلومتر مربع مساحت و ۴٬۶۹۶ نفر جمعیت دارد.